# ダイヤモンドの犬たち
『ダイヤモンドの犬たち』（原題：Killer ForceまたはThe Diamond Mercanries）は、1975年製作のアメリカ・イギリス合作映画である。

## あらすじ
世界有数のダイヤモンド会社の、地下金庫の警備に当たるマイク・ブラッドリーは、上司から、プロの5人組の強奪計画を、おとりになって防ぐよう命じられた。ブラッドリーが、うまくダイヤを盗み出したのを見ていた強奪グループが仲間に誘ったところ、ブラッドリー自身、以前から盗みを計画していたことを打ち明け、一味に加わって、見事に大量のダイヤモンドを盗み出す。本社の警備責任者、ウェッブがブラッドリーの裏切りに気づき、隊員とともに一味を追いかける。仲間が撃たれて行く中、ブラッドリーは敵のヘリコプターで、恋人のクレアと逃亡を図る。

なお、今作には、2つの異なるエンディングが存在する、ブラッドリーとクレアが敵のヘリを奪い逃走するも、何もしないようウェッブが指示するくだりはどちらも同じである。
劇場公開版エンディング
2人はヘリで逃げ切り、「根性ですね」「地球は狭い、きっと見つけるさ」というウェッブとロバーツにやりとりが交わされた後、サングラスを外したウェッブをズームアップしてエンドロール。
日本公開版エンディング
ヘリの中での会話が交わされた後、サングラスを外したウェッブのズームアップがされた後、ウェッブがライフルでヘリを破壊するというものだが、ヘリの爆発シーンは直前までのシーンが砂漠をバックにしてるのにもかかわらず断崖がバックとなっているためあきらかに後付けしたものだとわかるものである。DVD発売当時は原版を発見できず、テレビ放送時の録画素材を収録していたが、ハピネットから発売されたブルーレイでは高画質で収録されている。

## キャスト
| 役名                                                      | 俳優                        | 日本語吹替                     |
| 役名                                                      | 俳優                        | テレビ朝日版                   |
| --------------------------------------------------------- | --------------------------- | ------------------------------ |
| マイク・ブラッドリー                                      | ピーター・フォンダ          | 山田康雄                       |
| ハリー・ウェッブ                                          | テリー・サバラス            | 大平透                         |
| クレア・チャンバーズ                                      | モード・アダムス            | 北島マヤ                       |
| ジョン・イェヴィル（Iewil） （英語サイトではLewisと表記） | ヒュー・オブライアン        | 小林修                         |
| チルトン少佐                                              | クリストファー・リー        | 千葉耕市                       |
| "ボッパー"・アレグザンダー                                | O・J・シンプソン            | 伊武雅之                       |
| ポール・アダムス                                          | マイケル・メイヤー          | 沢木郁也                       |
| エドワード・ウッズ                                        | イアン・ユール              | 仲木隆司                       |
| ロバーツ                                                  | リチャード・ローリング      | 野島昭生                       |
| イアン・ネルソン                                          | ヴィクター・メレニー        | 大久保正信                     |
| チャンバーズ                                              | スチュアート・ブラウン      | 上田敏也                       |
| ダニエル                                                  | マリナ・クリステリス        | 小宮和枝                       |
| フランクリン                                              | コッキ―・スロスレールマジェ | 田中康郎                       |
| 通信士                                                    | ドン・マッコーキンデイル    | 若本紀昭                       |
| ポップ・ケラー                                            | フランク・シェリー          | 石森達幸                       |
| リック                                                    | ピーター・ヴァン・デッセル  | 龍田直樹                       |
| ウェッブの運転手                                          | 不明                        | 岡和男                         |
| 医者                                                      | イアン・ハミルトン          | 緑川稔                         |
| 売り子                                                    | マリーゴールド・ラッセル    | 小林由利                       |
| 不明 その他                                               |                             | 原浩 熊谷幸男                  |
|                                                           |                             |                                |
| 演出                                                      | 演出                        | 春日正伸                       |
| 翻訳                                                      | 翻訳                        | 宇津木道子                     |
| 効果                                                      |                             |                                |
| 調整                                                      |                             |                                |
| 制作                                                      | 制作                        | コスモプロモーション           |
| 解説                                                      | 解説                        | 淀川長治                       |
| 初回放送                                                  | 初回放送                    | 1979年7月15日 『日曜洋画劇場』 |

- 日本語吹替はDVD・BD収録
- BDには日本語吹替完全版機能が搭載されており、TV放送版と同じ編集で再生できる。

## スタッフ
- 監督：ヴァル・ゲスト
- 製作：ナット・ワックスバーガー、パトリック・ワックスバーガー
- 脚本：ヴァル・ゲスト、マイケル・ウインダー、ジェラルド・サンドフォード
- 撮影：デイヴィッド・ミリン
- 音楽：ジョルジュ・ガルヴァランツ